# Cordia diffusa
Cordia diffusa là loài thực vật có hoa trong họ Mồ hôi. Loài này được K.C.Jacob mô tả khoa học đầu tiên năm 1944.